# Abhorer
Abhorer war eine singapurische Black- und Death-Metal-Band, die 1987 unter dem Namen Tombcrusher gegründet wurde und sich 1998 auflöste.

## Geschichte
Die Band wurde 1987 gegründet und entstand aus den Zerfallsresten der Gruppe Perfidious. Das Projekt nannte sich anfangs noch Tombcrusher, war ein Trio und bestand aus dem Gitarristen Exorcist, dem Schlagzeuger Tombcrusher und einem Sänger. Dabei half ein Session-Bassist aus. Nach einem Sängerwechsel und der Aufstockung zu einem Quartett wurde der Name in Abhorer abgeändert. Die Gruppe bestand nun neben Exorcist und Tombcrusher aus dem Sänger Crucifer und dem Bassisten Corpse Grinder. 1989 erschien unter dem Namen Rumpus of the Undead ein erstes Demo. Es wurde etwas später als Split-Veröffentlichung mit der befreundeten japanischen Band Necrophile bei Decapitated Records wiederveröffentlicht. Nach der Veröffentlichung des Demos wurde Corpse Grinder durch Imprecator ersetzt, der durch Crucifer in die Gruppe gekommen war. Imprecator und Crucifer kannten sich bereits, da sie Klassenkameraden gewesen waren. 1993 wurde über Shivadarshana Records die EP Upheaval of Blasphemy veröffentlicht, die zwei Lieder enthält. Danach hielt die Band Auftritte ab und schrieb an weiteren Liedern. Im Februar 1996 erschien unter dem Namen Zygotical Sabbatory Anabapt das Debütalbum. Nach der Veröffentlichung legte die Gruppe eine Pause ein. Gelegentlich diskutierten die Mitglieder die Zukunft der Band wie etwa Auftritte, unter anderem in anderen Teilen Asiens, sowie weitere Alben. Da die Band jedoch empfand, dass es keine passenden Lokalitäten für die ausländischen Auftritte gab, und da die geplanten lokalen Auftritte seitens der Regierung erschwert wurden, kam es 1998 zur Bandauflösung. Ein Hauptgrund für die Auflösung war auch, dass die Band empfand, dass das klassische „Metal-Gefühl“ der 1980er- und 1990er-Jahre verschwunden war. 2004 erschien die Kompilation Unholy Blasphemer bei Xtreem Music, deren Veröffentlichung nie von der Band autorisiert wurde. Stattdessen hatte sich eine Person aus Malaysia als Bandmitglied ausgegeben. 2014 erschien die Kompilation Cenotaphical Tri-Memoriumyths über Thrashingfist Productions in einer Auflagenhöhe von 500 Stück, die aus dem Demo, der EP und dem Album besteht. 2017 erschien mit Oblation II: Abyssic Demonolatries über Devil Slut Records in Zusammenarbeit mit Nuclear War Now! Productions eine weitere Kompilation in einer 500er-Auflage, wobei 100 Schallplatten davon in Rot und 400 in Schwarz veröffentlicht wurden. Der Tonträger enthält das Debütdemo sowie bisher unveröffentlichte Demoaufnahmen aus dem Jahr 1991.

## Stil
Frank Stöver von voicesfromthedarkside.de ordnete die Band dem Black- und Death-Metal zu. Im Interview mit ihm gab der Schlagzeuger Dagoth an, dass die Band anfangs vor allem durch Sarcófago beeinflusst wurde. In einem weiteren angehängten Auszug, der eine Kombination aus zwei Interviews ist, beschrieb Exorcist, dass die Mitglieder sich als Dämonen sehen, die versuchen mit den Texten Blasphemie, Schändung  und Unzucht zu bewerben. Sabbathan von metal-district.de schrieb in seiner Rezension zu  Upheaval of Blasphemy, dass hierauf eine rohe Mischung aus Death- und Black-Metal enthalten ist. Bei dem Black-Metal-Anteil handele es sich um eine klassische Spielweise, während der Death Metal vor allem beim Gesang zum Tragen komme.

## Diskografie
- 1989: Rumpus of the Undead (Demo, Eigenveröffentlichung)
- 1991: Deride the Remedied / Rumpus of the Undead (Split mit Necrophile, Decapitated Records)
- 1993: Upheaval of Blasphemy (EP, Shivadarshana Records)
- 2004: Unholy Blasphemer (Kompilation, Xtreem Music)
- 2013: Zygotical Ecstacy (Split mit Brain Dead, Thrashingfist Productions)
- 2014: Cenotaphical Tri-Memoriumyths (Kompilation, Thrashingfist Productions)
- 2017: Aseance Profanus Duoblation (Split mit Deleted, Blasphemous Art Productions)
- 2017: Oblation II: Abyssic Demonolatries (Kompilation, Devil Slut Records/Nuclear War Now! Productions)